# Новосёлки (Новосёлковский сельсовет, Гомельская область)
Новосёлки (бел. Навасё́лкі) — агрогородок в Петриковском районе Гомельской области Беларуси. Административный центр Новосёлковского сельсовета.

## География

### Расположение
В 45 км на север от Петрикова, 34 км от железнодорожной станции Муляровка (на линии Лунинец — Калинковичи), 196 км от Гомеля.

### Гидрография
На юге и севере мелиоративные каналы.

## Транспортная сеть
На автодороге Комаровичи — Копаткевичи. Планировка состоит из длинной криволинейной широтной улицы, к которой присоединяются с юга — криволинейная, с севера — чуть изогнутая улицы.

## История
Обнаруженное археологами городище (в 2 км на запад от деревни, в урочище Рымшева Гора) свидетельствует о заселении этих мест с давних времён. По письменным источникам известна с XVI века как селение в Минском воеводстве Великого княжества Литовского. В 1568 году 3 службы, в Мозырской волости, во владении Д.К. Аскерко.
После 2-го раздела Речи Посполитой (1793 год) в составе Российской империи. По ревизским материалам 1816 года в Мозырском уезде Минской губернии. В 1834 году хозяин поместья, располагавшегося рядом, дворянин Богуш в 1858 году владел 6 тыс. десятинами земли. В 1869 году построена деревянная Свято-Николаевская церковь. В 1888 году открыта церковно-приходская школа. Согласно переписи 1897 года действовали хлебозапасный магазин, трактир, в Комаровичской волости. В 1900 году открыта школа в построенном для неё здании.
С 20 августа 1924 года центр Новосёлковского сельсовета Копаткевичского, с 8 июля 1931 года Петриковского, с 12 февраля 1935 года Копаткевичского, с 25 декабря 1962 года Петриковского района в Мозырского (с 26 июля 1930 года и с 12 февраля 1935 года до 20 февраля 1938 года) округа, с 20 февраля 1938 года Полесской, с 8 января 1954 года Гомельской областей.
В 1930 году организован колхоз. Во время Великой Отечественной войны партизаны разгромили в деревне опорный пункт. В 1944 году каратели сожгли 215 дворов и убили 70 жителей. В боях около деревни погибли 29 советских солдат и партизан (похоронены в братской могиле по ул. Ленина). На фронтах и в партизанской борьбе погибли 520 жителей Новосёлковского сельсовета, в память о них в 1975 году около здания школы построен мемориальный комплекс. Согласно переписи 1959 года в Новосёлках 1092 жителя. 
В 1968 году к деревне присоединена соседняя деревня Гурины. Центр совхоза «Новосёлки».
Действуют комбинат бытового обслуживания, лесничество, средняя и музыкальная школы, Дом культуры, библиотека, детский сад, больница, аптека, отделение связи, 2 столовые, 4 магазина. При средней школе создан историко-краеведческий музей. В 1995 году на средства жителей Новосёлковского сельсовета построена Свято-Вознесенская церковь.
В состав Новосёлковского сельсовета до 1974 года входила деревня Гурино (не существует).

## Население

### Численность
- 2004 год — 489 хозяйств, 1250 жителей.

### Динамика
- 1816 год — 12 дворов.
- 1834 год — 45 дворов, 288 жителей.
- 1866 год — 82 двора, 510 жителей.
- 1897 год — 102 двора, 684 жителя (согласно переписи).
- 1908 год — 107 дворов.
- 1921 год — 203 двора.
- 1940 год — 230 дворов, 1150 жителей.
- 1959 год — 1092 жителя (согласно переписи).
- 2004 год — 489 хозяйств, 1250 жителей.

## Культура
- Дом культуры
- Исторический музей ГУО "Новосёлковская средняя школа" (1988 г.)

## Достопримечательность
- Стоянка «Новосёлки-2» период неолита и бронзового века (4-2-е тысячелетие до н. э.)
- Поселение «Новосёлкі-1» эпох неолита, бронзы и железного века (4-3-е тысячелетие до н. э. — середина 1-го тысячелетия н. э.)
- Городище периода раннего железного века (VI век до н. э. — VIII век н. э.)
- Мемориальный комплекс «Погибшим и живым» (1975 год)
- Православная церковь Вознесения Господня